# Waffenlauf (Schweiz)

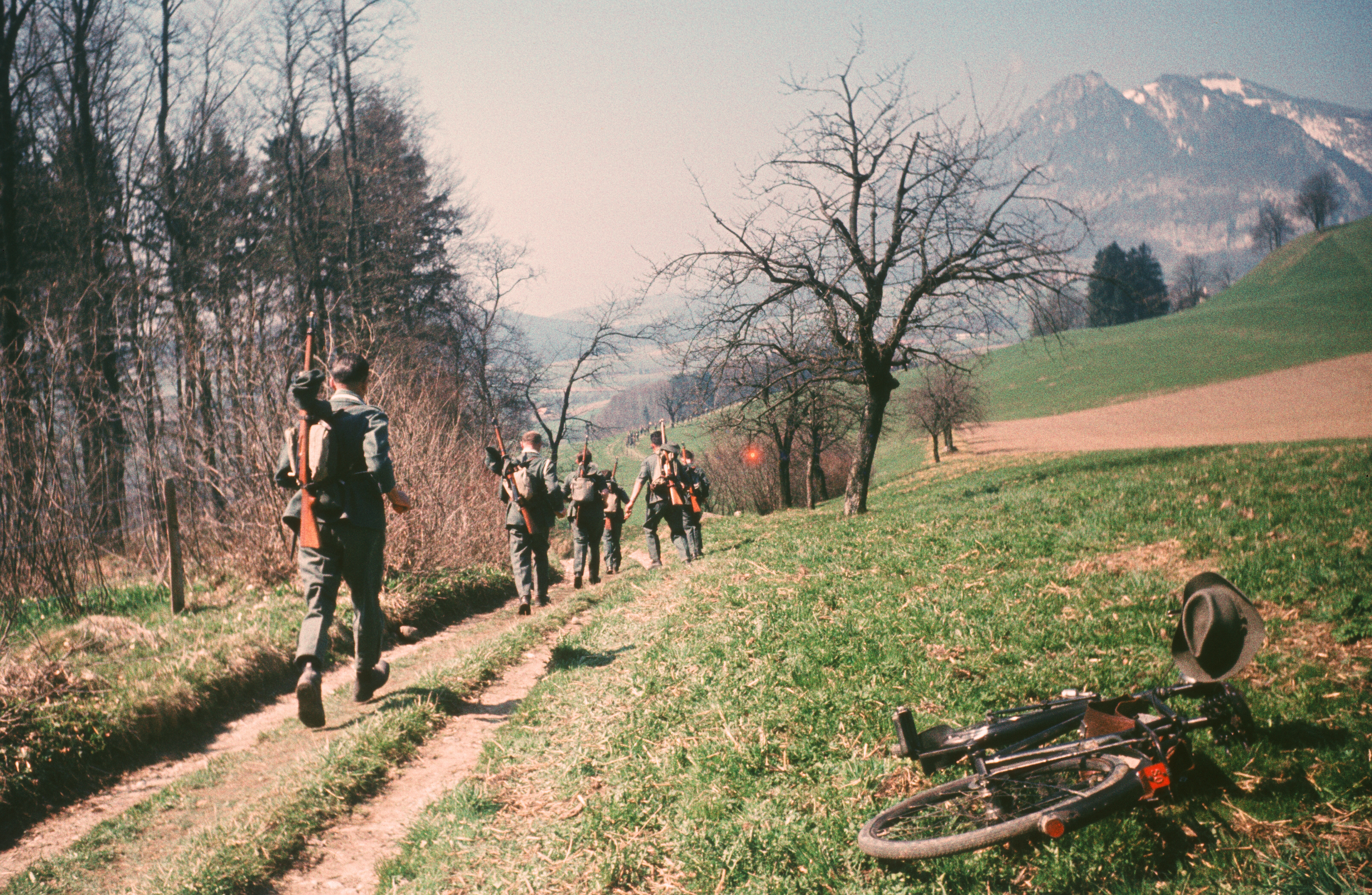
«Hans-Roth-Waffenlauf» 1958 bei Kammersrohr, Kanton Solothurn.

Der Waffenlauf ist eine Schweizer Laufsportvariante, bei der die Teilnehmer einen Tarnanzug sowie eine Packung (Marschgepäck) inklusive Gewehr tragen.

## Geschichte des Waffenlaufs
Der erste Schweizer Waffenlauf fand 1916, während des Ersten Weltkrieges, mit dem 1. Schweizerischen Armee-Gepäckmarsch in Zürich statt. Veranstaltet wurde dieser durch den damals noch polysportiven FC Zürich.
1934 wurde der erste Frauenfelder Militärwettmarsch ausgetragen. Der Frauenfelder (Marathondistanz) gilt heutzutage als Königslauf der Waffenläufe.
In den 1940er und 1950er Jahren entstand ein Waffenlauf-Boom, viele Waffenläufe wurden in dieser Zeit gegründet. Bis Ende der 1980er Jahre waren die Waffenläufe die Volksläufe der Schweiz, es starteten dort jährlich bis 9000 Läufer. In den Medien wurde dem Waffenlauf eine breite Präsenz eingeräumt
In den 2000er Jahren hat das Interesse an den Waffenläufen deutlich abgenommen. Durch das fehlende Interesse der Spitzenläufer haben sich die Anlässe in Richtung Breitensport verwandelt, und die gelaufenen Zeiten haben sich verschlechtert. Mehrere Waffenläufe (Freiburger, Toggenburger, Krienser und Neuenburger Waffenlauf) wurden eingestellt, der Frauenfelder öffnete sich auch Marathon- und Halbmarathonläufern. 2006 wurde die 1967 ins Leben gerufene Waffenlauf-Meisterschaft zum letzten Mal ausgetragen, der dafür verantwortliche Dachverband Interessengemeinschaft Waffenlauf Schweiz (IGWS) löste sich Ende desselben Jahres auf.

## Ausrüstung
Nach dem Reglement des Frauenfelder Wettmarsches (gültig seit 2012):
- Bekleidung: Gelaufen wird im Tarnanzug 90, der den zivilen Teilnehmern auch ausgeliehen wird. Die älteren, rostroten Tarnanzüge sind aber nicht selten zu sehen. Ausländische Armeeangehörige laufen im Tarnanzug ihrer Armee. Bei der Kopfbedeckung ist die Mütze des Tarnanzugs 90 zulässig. Ebenso erlaubt sind feldgraue bis schwarze Mützen ohne Zottel und ohne Werbung. Während des Laufes muss die Bluse geschlossen sein.
- Die Packung besteht aus dem Kampfrucksack 90 mit dem Sturmgewehr 90. Bei den Männern wiegt die Packung mindestens 6,2 kg, bei den Frauen mindestens 5 kg. Für Frauen ist das Gewehr freiwillig. Es können auch ältere Militärrucksäcke mit einem Sturmgewehr 57 oder einem Karabiner 31 getragen werden. Der Lauf der Waffe muss jeweils sichtbar sein. Auch die Packung kann zivilen Läufern ausgeliehen werden.
- Bei den Schuhen bestehen keine Vorschriften; Laufschuhe sind demnach erlaubt. Verboten sind jedoch Spikes und ähnliche Hilfsmittel.

## Sieger Waffenlauf-Meisterschaft

### Herren
- 1967 Werner Fischer
- 1968 Niklaus Burri
- 1969 Robert Boos
- 1970 Robert Boos
- 1971 Robert Boos
- 1972 Willi Aegerter
- 1973 Willi Aegerter
- 1974 Robert Boos
- 1975 Robert Boos
- 1976 Charles Blum
- 1977 Charles Blum
- 1978 Albrecht Moser
- 1979 Albrecht Moser
- 1980 Albrecht Moser
- 1981 Albrecht Moser
- 1982 Albrecht Moser
- 1983 Albrecht Moser
- 1984 Albrecht Moser
- 1985 Albrecht Moser
- 1986 Fritz Häni
- 1987 Fritz Häni
- 1988 Beat Steffen
- 1989 Hans Furrer
- 1990 Hans Furrer
- 1991 Beat Steffen
- 1992 Christian Jost
- 1993 Martin von Känel
- 1994 Martin von Känel
- 1995 Martin von Känel
- 1996 Martin von Känel
- 1997 Martin Schöpfer
- 1998 Koni Schelbert
- 1999 Jörg Hafner
- 2000 Jörg Hafner
- 2001 Jörg Hafner
- 2002 Jörg Hafner
- 2003 Jörg Hafner
- 2004 Martin von Känel
- 2005 Jörg Hafner
- 2006 Patrick Wieser

### Frauen
- 1997 Martha Urfer
- 1998 Maria Heim
- 1999 Maria Heim
- 2000 Maria Heim
- 2001 Marianne Balmer
- 2002 Marianne Balmer
- 2003 Marianne Balmer
- 2004 Marianne Balmer
- 2005 Claudia Helfenberger
- 2006 Marianne Balmer

## Bekannte Waffenläufer
- Jörg Hafner (* 1965): erfolgreichster Waffenläufer der letzten Jahre, 51 Tagessiege, sechsfacher Waffenlauf-Meister.
- Albrecht Moser (* 28. Januar 1945): erfolgreichster Waffenläufer der späten 1970er und 1980er Jahre, 56 Tagessiege, achtfacher Waffenlauf-Meister.
- Hans Frischknecht (* 31. Dezember 1922; † 9. August 2003): Schweizer Sportler des Jahres 1955, 12 Tagessiege
- Mischa Ebner (* 1975; † 24. November 2002): zweifacher Sieger des Frauenfelder Waffenlaufs